# Bayinnaung
Bayinnaung o Bayintnaung (en birmano: ဘုရင့်နောင် ကျော်ထင်နော်ရထာ, en tailandés: บุเรงนองกะยอดินนรธา) fue el tercer rey de la dinastía Toungoo, en la actual Birmania (reinó de 1551 a 1581). Venerado en el país, es sobre todo conocido por haber unificado el país y conquistado el estado Shan, así como una parte de Tailandia y de Laos. También es conocido en Tailandia por una canción popular llamada "Pu Chanah Sip Tit" ("Conquistador de las diez direcciones").

## Reconquista de Birmania (1550-1555)
Bayinnaung se llamaba Kyaw Htin Nawrata o Htin Kyaw Nawrahta. Bayinnaung fue el nombre que le dio su cuñado, el rey Tabinshwehti, quien reinó de 1530 a 1550. Tras el asesinato de Tabinshwehti por los mones de su corte de Pegu en 1550, Bayinnaung tuvo que trabajar para recuperar el reino. Retomó Toungoo y Prome en 1551, Pegu, Martaban y Pathein en 1552, y finalmente la antigua capital Ava en 1555.

## Conquistas exteriores

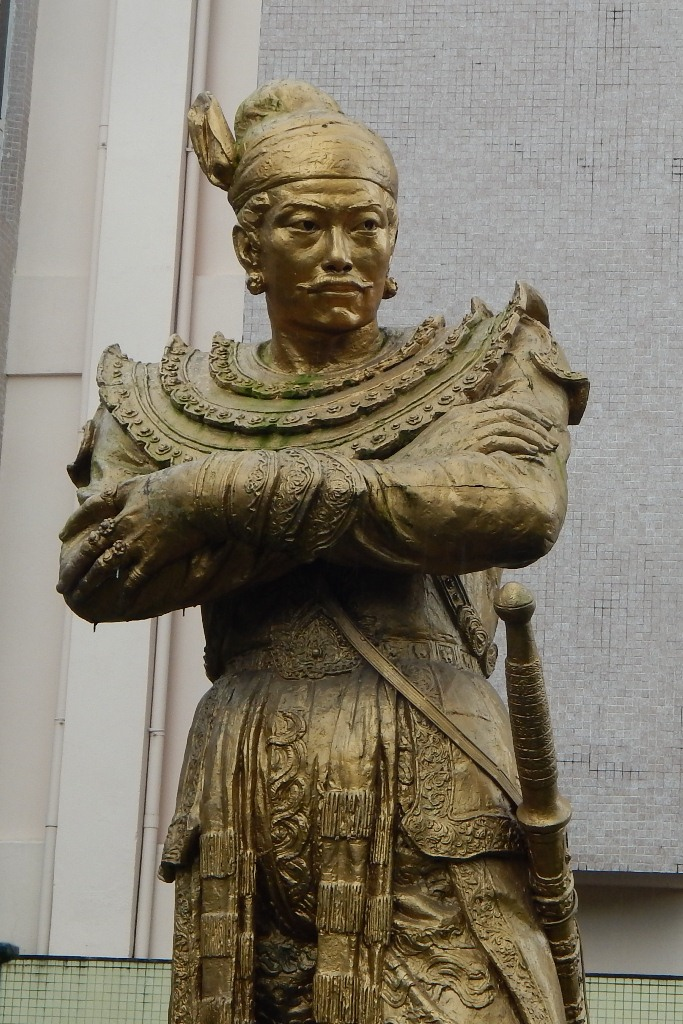
Estatua de Bayinnaung.

Tras apoderarse de la Alta y de la Baja Birmania, lanzó una expedición contra los Shans del Nordeste. Conquistó Mong Mit, Thibaw, Yawnghwe, Mong Yang y Mogaung en 1557.
El año siguiente, conquistó Mong Nai y Chiang Mai (Zin Mè), capital del Reino de Lanna. En 1563 sometió el estado sino-tailandés de Mong Mao.
El mismo año, lanzó también una campaña contra el reino de Ayutthaya. Encontró gran resistencia, pero consiguió finalmente apoderarse de la capital en 1569. Miles de cautivos fueron trasladados a Birmania y el Reino de Siam se transformó en estado vasallo del reino de Toungoo (se liberó en 1584, bajo Maha Tammaratchathirat I).
A finales de la década de 1560, varios viajeros europeos como Cesar Fedrici y Gaspero Balbi visitaron Pegu, y dejaron descripciones detalladas del reino de Bayinnaung.·

## Últimos años
En la década de 1570, Bayinnaung atacó el reino de Lan Xang (Lin Zin, o Millón de elefantes) en el actual Laos. Su rey Setthathirat y los habitantes de la capital Vientián huyeron a la selva, donde continuaron la lucha.
Bayinnaung los persiguió, pero el combate se transformó en guerrilla. Confrontado con un enemigo invisible, y sin una victoria decisiva, Bayinnaung tuvo que dejar el país.
De regreso la Lan Xang en 1574, intentó el retorno de los habitantes a Vientián para reconstruir el reino con un soberano escogido por él.
Tuvo también que lanzar una expedición para reafirmar su control sobre el estado Shan de Mogaung en 1576.
A su muerte, en 1581, Bayinnaung estaba al punto de lanzar un ataque contra el reino de Rakáin. Su hijo Nandabayin le sucedió.